# ساتان‌ساری (اورتاکوی)
ساتان‌ساری (به ترکی استانبولی: Satansarı) یک منطقهٔ مسکونی در ترکیه است که در اورتاکوی (آق‌سرای) واقع شده‌است.